# Mouloudia Club d'Alger
El Mouloudia Club d'Alger (MC Alger) (àrab: نادي مولودية الجزائر, Nādī Mūlūdiyya al-Jazāʾir) és un club de futbol algerià de la ciutat d'Alger. Els seus colors són el verd i el vermell.
Evolució del nom:
- 1921-1977: Mouloudia Club Algérois
- 1977-1987: Mouloudia Pétroliers d'Alger
- 1987-1989: Mouloudia d'Alger
- 1989-avui: Mouloudia Club d'Alger

## Palmarès
- Lliga algeriana de futbol:[3]
  - 1972, 1975, 1976, 1978, 1979, 1999, 2010, 2024, 2025
- Copa algeriana de futbol:[4]
  - 1971, 1973, 1976, 1983, 2006, 2007
- Supercopa algeriana de futbol: 
  - 2006, 2007
- Copa africana de clubs campions: 
  - 1976
- Recopa del Magrib de futbol: 
  - 1972, 1974
- Lliga d'Alger de futbol:
  - 1940, 1945